# Annie Fortescue Harrison
Pour les articles homonymes, voir Fortescue et Harrison.
Annie Jessie Fortescue Harrison (30 décembre 1848 - 12 février 1944), également connue sous les noms d'Annie, Lady Hill et Lady Arthur Hill, est une compositrice anglaise de chansons et de morceaux de piano.

## Biographie
Harrison est née à Calcutta, Inde britannique, fille de James Fortescue Harrison (en), député de Kilmarnock. En 1865 la famille s'installe à Crawley Down (en), dans le Sussex, où son père construit un manoir appelé Down Park. En 1877, elle épouse Lord Arthur Hill, qui était veuf. Ils ont eu une fille. Elle écrit notamment des mélodies et des opérettes.

## Œuvres

### Œuvres pour piano
Deux de ses morceux  pour piano sont :
- The Elfin Waltzes
- Our Favourite Galop

### Operettes
- The Ferry Girl
- The Lost Husband

### Mélodies
- In the Gloaming (1877), sur des paroles de Meta Orred (en)[7] est très populaire
- We meet again